# ガンダムネットワークオペレーション
『ガンダムネットワークオペレーション』は、バンダイが2002年4月1日に発売した（開発:ESP、ヴァンガード 開発協力:NTTデータ）『機動戦士ガンダム』の一年戦争を題材にしたWindows専用のネットワーク型ウォー・シミュレーションゲーム。略称はGNO。
2009年11月30日にサービス終了した。

## 概要
1つのサーバの中では、現実時間の約90日間を1クールとして一年戦争が進行する。ユーザー達は地球連邦軍とジオン公国軍の2チームに分かれて、各軍の独立部隊指揮官として参加、その約3ヶ月間に一年戦争を体験する（開発当初は、実際に現実の1年間を1クールとする計画であった）。また、開発にあたっては「『機動戦士ガンダム ギレンの野望』のオンラインゲーム化」という構想があったので、両者にはある程度の共通点が存在する。
最大の特徴は、ユーザーがネットワークに接続していない状態でもサーバ内ではゲームが進行し、ユーザーの部隊も指定した作戦指示に従って自動的に戦闘に参加するので、時間の無い人でもプレイできる点である（「一日10分からでもゲーム参加が可能」というのが提示されたセールスポイントの一つ）。

### 歴史
2004年9月1日、次期ソフト『ガンダムネットワークオペレーション2』の正式サービスが開始された。前作との最大の違いは武装が変更できる点である。
また2006年8月より、それまでパッケージ販売していたクライアントソフトが無償ダウンロードできるようになり、月々のアカウント使用料のみでプレイできるようになった。このほかPC版を簡易化したPocket PC版のGNOも発売されている。これは、PC版の会員でクレジットカード契約をしているユーザーに限り、ダウンロード販売が行われている。
2009年7月21日に、同年の11月30日をもってサービス終了となることが公式に発表された。同時に『ガンダムネットワークオペレーション2』のクライアントソフト無料化と、『ガンダムネットワークオペレーション3』のサービス開始の予告も発表された。
そして2009年11月30日22時をもって、予告どおりサービス終了された。12月22日には『ガンダムネットワークオペレーション2』へのデータ引継ぎサービスが終了された。
また2009年11月20日から2010年1月15日まで『ガンダムネットワークオペレーション3』への引継ぎ手続きが行われる。これにより勲章ポイントを『3』へ引き継げるほか、特典パーツ「GNO1戦功章」や、ユーザーの部隊データをプリントした「名誉除隊マウスパッド」のプレゼントサービスが予告されている。

## ゲームの進行
まずユーザーは参加するサーバを選び、連邦かジオンのどちらに所属するかを決める。そしてユーザーのゲーム内の分身である指揮官キャラクターを設定する（以上は一度決定すると、削除するまで変更できない）。その後、ユーザーの搭乗する戦艦（旗艦）のほか、その時点での一年戦争の経過状況に応じたレベルの数名の部下のパイロット、数機のモビルスーツなどのユニットが与えられる。これは、戦争が進行するにつれて技術力が上がるので、より高性能な兵器が開発されるためである。また1クール中に何度か、例えばジオン軍なら、「ギャンとゲルググのどちらを重点開発するか」についてユーザー達に投票が求められることがある。この投票結果によって以後の開発ユニットが変化してくる。
ユーザーは野戦や各種の任務戦闘をこなし、経験値や補給値・成長値・戦果値（ヴィクトリーポイント、以下「VP」）・任務値（ミッションポイント、以下「MP」）などを獲得していくことによって、徐々に自己の部隊を強化していく。ちなみに補給値とは、ユニットやパイロットを補給・雇用する時に消費する金銭のようなものである。ユーザーはそのレベルや獲得した勲章に応じて階級が上がっていく（基本的に最初は少尉から開始する）。レベルや階級が上がるにつれて「搭載値」が上昇し、一度に多数、または強力なユニットの出撃が可能になるなどのメリットがある。また作戦終了後に与えられる補給値も上昇する。部下のキャラはレベルが15以上になると、ニュータイプに覚醒する可能性が出てくる。
ゲーム内地図は宇宙空間と地上の2種類があり、大まかな戦域を形成しているジャブローやサイド3などの「エリア」で分割されている（更にエリアは「地点」で分割されている）。エリアの占領判定は、両軍のユーザーたちが戦闘勝利後に獲得する「前線移動値」により決まり、エリア・戦域を巡って「○○攻略作戦」など、基本的に一週間ごとに両軍が交互に作戦を発動しあう。この作戦の成否により、原作に比べて勢力図が変わっていったり、ストーリーに変化が出てくることもある。また侵攻エリアに関しても、ユーザーたちに投票が求められることがある。
こうして約90日間の攻防の末に、両軍の状況に応じた一年戦争の結末を迎える。次クールへと引き継ぐことができる物は、指揮官キャラの他に、その階級・勲章・部下パイロット・フレンドリスト・チームのみで、またレベルは1に戻る（ただしニュータイプ能力は引き継がれる）。

## キャラクター
大きく分けて、指揮官・顔有りパイロット・顔無しパイロットの3種類に分けられる。
指揮官または艦長とも。ゲーム内でのユーザーの分身ともいえるキャラクター。
顔有りパイロット補給値を消費してユーザーの指揮下に配置できるパイロット。後述の顔無しパイロットに比べて能力の成長度合いなどが大きい。
顔無しパイロットゲーム開始時に、無償でユーザーの指揮下に配置されるパイロット。フルフェイスヘルメットで表情が良く見えないため、この名で呼ばれる。自軍、敵軍NPCもこのキャラクターで表示される。
この他、戦闘時の敵・友軍のNPCなどとして、原作や他の一年戦争もののゲームに登場したキャラクター達が多数ゲーム内で出現する。

### 能力値
格闘格闘攻撃が命中しやすくなる。
射撃射撃攻撃が命中しやすくなる。
回避敵の攻撃を回避しやすくなる。
先制戦闘時に行動の順番が早く回ってきやすくなる。
一定の経験値を獲得するとキャラクターのレベルが上がり、各種能力が上昇する。またこれらは、戦闘で獲得した成長値100を消費して1上げることができる。

### ニュータイプ
ニュータイプは1クールにつき、一人のパイロットのみ覚醒、またはすでに覚醒しているパイロットの場合は、更に「ニュータイプレベル」が成長（上昇）する。覚醒・成長の条件は、レベル15以上のときにニュータイプの敵と交戦すること。これにより、10パーセントの確率で覚醒・成長が起こる。
ニュータイプレベルは覚醒時はレベル1だが、これが上がると、レベルに応じて能力値や被・与ダメージなどにボーナスが付く。また、ニュータイプ用ユニットに搭乗するとユニット自体の能力にボーナスが付与されたり、ユーザーたちの間で「ニュータイプ避け」などと呼ばれる、確実に敵の攻撃を回避できるボーナス行動（「絶対回避」）の発動確率が上がる。

## ユニット
モビルスーツなどのユニットは、基本的には補給値を消費して入手するが、その他に一部の任務での入手・鹵獲やランキングの褒賞として供与されたり、他ユーザーとのトレード（後述）で入手が可能である。ちなみに自軍の本拠地や基地のあるエリアほど、最新・高性能のユニットの補給が可能になる。これに比べてユーザーの搭乗する戦艦は、階級が上がるにつれて、より高性能なものが自動的に無償で配備される。また補給値1000を消費することにより、ユニットのカラーチェンジが可能である。
各種ユニットはそれぞれ固有の「搭載値」を持っている。これらの合計がユーザーの持つ「搭載値」以内なら出撃が可能になる。基本的に「搭載値」の高いユニットほど高性能になる。また、「指揮官機」・「大型ユニット」・「1機制限」・「2機制限」などの出撃制限条件を持つユニットがある。前2者は1機ずつしか出撃できない。また1機制限機は、搭載値6のペナルティをつけることにより、2機出撃が可能になる。
これらのほかに「専用機」や「褒賞機」というものがある。前者は、ユーザーの階級が大尉以上なら1クールにつき3機まで補給が可能になる。これは、ある1人の部下の専用機になり他のパイロットは搭乗できないが、同クラスのユニットに比べて高性能である。後者は、MPやVPなどのランキングで、個人部門・チーム部門において上位に入ると供与される。ユニット名の後ろに「☆」といった星型マークがつくのが特徴で、これらもまた専用機のように同クラスのユニットよりも高い性能を誇る。☆→☆☆→★→★★の順で、段階的に能力値が1上がりHPが10増える。
褒賞機に似た性格のユニットとして、「(+1)」などとユニット名の後ろにつくものがある。これは普通に補給値を消費して入手できるが、無印のものより高価である。その分、連邦では搭載値が1少なく、ジオン側では褒賞機のように性能が向上している。
1クールの後半あたりになるとニュータイプ用ユニットが開発される。これはニュータイプでなくても搭乗は可能である。しかしニュータイプパイロットが搭乗することにより、ユニット能力値が上昇したり、ユニットが持つ「ビット」などのニュータイプ専用武器の使用が可能になる、といったメリットがある。
ユニット能力値は、キャラクターのように回避・先制のほか、格闘及び射撃の各種攻撃能力値（攻撃力と命中率）・HP・シールド装備の有無（装備していると、最高20パーセントの確率で被ダメージを減少できる。確率は戦闘指示により変化する）・移動能力・地形属性（「汎用型」・「万能型」・「宇宙型」・「地上型」・「飛行型」・「水陸両用型」）などがある。また、一部のユニットが持つ特別なものとして、ビーム射撃をほぼ無効化する「Iフィールド」や、周囲の敵への味方の命中率を高める「索敵能力」がある。

## コミュニケーション
ユーザー同士でチーム（クランやギルドのようなもの）を組んだり「フレンド登録」ができるほか、ユニットや補給値のトレード（取り引き）ができる。
チャットには、エリアチャット・チームチャット・戦闘チャット・任務チャット・個人チャットがある。また、ゲーム内専用のメールシステムも備えている。

## 戦闘

### 戦闘の概要
戦術級・ターン制だが、1つのターンで敵・味方の区別なく、基本的に「ユニットの先制値 + 搭乗パイロットの先制値」の合計が最も高いユニットから行動できる。敵の戦艦か、それ以外のユニットを全て撃破すると勝利となる。全10ターンだが、10ターン以内に決着が付かないと、判定により勝敗が決まる。また、上述のようにユニットはユーザーの出したおおまかな作戦指示により自動的に行動し、細かい行動の指示を出すことはできない。戦闘中の指示の変更も不可能である。
攻撃時の命中判定は、まず攻撃・守備両者の能力などから命中確率がパーセントで算出・表示され、それに従って行われる。基本的に命中確率は97パーセントから3パーセントである（ニュータイプ補正により100パーセントを超えることがある）。
戦闘終了後は部隊の被害程度により「整備値（REPAIR）」が減少、これが最大値に自動回復するまで戦闘には参加できない。この整備値システムは、撃破されたり被害を受けたユニットが修理・整備され、再び戦闘に参加できる状態をシミュレートしている。このため、たとえ撃破されてもユニットやパイロットが失われることは無い。

### 戦場
戦場は六角形のヘクスで覆われたマップが舞台となる。大きく分けて宇宙空間と地上の2種類があり、地上はさらに平地や水中など数種類に分かれている。ユニット・武器によってはマップによる有利・不利があり、そもそも出撃自体が不可能になることさえある（例えば、水陸両用型ユニットは水中マップでは命中率が上がるなど有利になるが、山岳・砂漠マップでは不利になり、宇宙空間マップには出撃ができない、など）。
戦闘地域は「前線エリア」「後方エリア」「警戒エリア」などがあり、これらは戦況により刻々と移動していく。ただし「後方エリア」は必ず宇宙と地上に1か所ずつ存在する（「前線エリア」は宇宙か地上のどこか1箇所のみ）。敵となるNPCは前線に行くほど強くなるが、その分、戦闘勝利時に獲得できる経験値などが高くなる。また同じエリアでも地点によってNPCの強さが違い、「精鋭」・「強い」・「普通」・「弱い」の4段階でマップに表示される。特に「精鋭」では「エリート兵」と呼ばれる最も強いNPCが出現する。

### 野戦と任務
戦闘は野戦と任務の2つに分けられる。
野戦「前線エリア」などの戦闘が行われている場所にユーザー部隊がいると、プレイヤーがログインしている・いないに関わらず自動的に発生する戦闘。主な対戦相手はNPC部隊だが、その地点に敵ユーザー部隊が存在すると、ユーザー部隊同士の戦闘（対PC戦）も発生することがある。またかなりの低確率だが、上述のように敵や味方として原作のキャラクターたちが参戦することがある。
任務ユーザーが「任務申請」を行うと、半自動的に提示される条件（勝利条件・敗北条件）付きの戦闘。たとえば、「ある地点において敵との戦闘に30回勝利せよ」などの勝利条件を達成すると任務達成となる。反対に、ギブアップの申請を行うか、敗北条件を満たしてしまうと任務は失敗、終了となる。
申請時にはユーザーの希望条件を付けることができる。1から5まで「難易度」、通常と長期の「任務期間」、前線か後方の「任務地点」である。達成が困難な希望条件の任務ほど、達成時の報酬が大きくなる。例えば勲章は、基本的には難易度4以上の任務を達成しないと入手できない。野戦との大きな違いはMPの獲得が可能で、上位ランキングに入ると、個人・チームごとに特典が与えられる。また主に原作に基づく「イベント任務」と呼ばれる特別な任務もあり、これらは後々の作戦やユニットの開発の成否などに関わってくる。その他、「輸送艦護衛」「輸送艦襲撃」などの任務を達成すると、自軍・敵軍ユニットを入手することがある。
任務は、難易度が2以上になると敵部隊が3部隊になるため、自己の1部隊のみでは達成困難なので、ユーザー同士が力を合わせて任務に臨むことが必要になる（チーム間でのほか、支援を募集している味方ユーザーの任務に参戦するなど）。ちなみに任務では、最高3部隊同士までで戦うことになる。
野戦同様、主な対戦相手はNPCだが、難易度5の「駆逐」任務を遂行中に、同じ地点に敵ユーザーが存在するとユーザー部隊同士の戦闘も発生することがある。イベント任務には、任務の内容上、確実に原作キャラが出現するものもある。
任務を行うと野戦と比べて多くの補給値を得られるが、時間がかかる分経験値の効率は悪くなる。このため、オンラインゲームにありがちな「長時間ログインできるプレイヤーが有利になる」とは限らないゲームデザインとなっている。

### 作戦指示
上記のように戦闘時は、部下のパイロットや旗艦はユーザーが与えた作戦指示にしたがって自動的に行動する。作戦指示には「戦闘指示」・「攻撃目標」・「使用武器」・「索敵範囲」・「行動順序」の5つがある。
戦闘指示「全力攻撃」・「攻撃重視」・「通常」・「防御重視」・「全力防御」の5種類の指示がある。たとえば「全力攻撃」は攻撃命中率上昇と引き換えに回避率が低下する。これよりもやや回避率を重視したのが「攻撃重視」である（当然命中率はその分下がる）。「通常」は命中・回避、ともに変化しない。「防御重視」・「全力防御」は攻撃型のそれらをちょうど逆にしたもの。
攻撃目標「近MS狙い」「低HP狙い」「強MS狙い」「支援狙い」「敵戦艦狙い」「戦艦防御」がある。「近MS狙い」は自ユニットに最も近いユニットを、「低HP狙い」は現時点で最もHPの低いユニットを、「強MS狙い」とは最も搭載値の高いユニットを、「支援狙い」とは3マス攻撃が可能なユニットをそれぞれ優先的に狙う指示である。また「敵戦艦狙い」は敵戦艦を優先的に狙う唯一の指示だが他ユニットへの命中率が低下、「戦艦防御」は自部隊戦艦の2マス以内に留まる代わりに「敵戦艦狙い」指示のユニットを攻撃時に命中にボーナスがつく指示である。
使用武器「自動」のほかに、1から3までの何マス先用の攻撃を最優先に使うかを指示する。基本的に、格闘は1マスで、射撃は2マス・3マス。「自動」は期待値に基づいて攻撃方法が変化する。
索敵範囲目標とする敵を自分の周囲何マスにするかを設定する指示で、「全体」のほかに3・4・5マス範囲がある。「攻撃目標」に密接に関わってくる。範囲を3・4・5マスに指示した場合、その中に敵が存在しないと、一時的に「全体」に変わる。
行動順序「通常」と「遅延」があり、「遅延」指示を出すと、「先制」値に関わらず1ターンのうち最後に行動するようになる。
戦闘指示と攻撃目標は、キャラクターごとにレベルが上がるにつれて少しずつ会得していくが、個々のパイロットによって、会得できるものとできないものがある。そのため低レベルのパイロットや、いくら高レベルのパイロットでも、場合によっては出すことが不可能な作戦指示が出てくる。

### 配置と「盾役」・「射撃役」
ユーザーはユニットの戦闘開始時のヘクス配置も決定することができる。このため、前方に回避や格闘の高いユニット・パイロットを配置して敵の攻撃を引き付け、後方に配置した射撃の高いそれらで安全に敵にダメージを与えていく、という戦術に即した配置が良く使われる。前者は「盾役」や「壁役」、後者は「射撃役」などと呼ばれる。

## 批評など

### 主なもの
当初は、アムロ・レイ担当の声優である古谷徹が参加している事から、彼のいるサーバーの連邦プレイヤーが非常に多かった。
また、ゲームシステムは各勢力共互角とも呼べず、ジオン側が機体の種類も用途も多かった。原作ではMSのバリエーションが多く、様々な高性能タイプであるが、国力の差（連邦とジオンの国力の差は30：1）であるために、ほぼ互角～連邦有利のバランスとなっているのだが、ゲームのシステム上、国力の差を表現することができないために単純にモビルスーツの種類や性能差がダイレクトに反映されるシステムとなっていた。
その中でも、
1. ビグ・ザム（Iフィールド）の脅威。
2. 一年戦争のはずが0083やZ時代（GP01やガンダムMk-II）のMSがいる。
3. 終盤のコロニー落とし任務イベント（「星の屑作戦」）。

という点ではかなり問題視された。
- 1のビグ・ザムはIフィールドを持っている為、ビーム兵器メインの連邦側ではマシンガン、ビームサーベル、バズーカしか効かず、連邦側から嫌がられた。
- 2はほとんど1の救済策で、バズーカ持ちのパワード・ジムや、ジム・カスタム指揮官用等が有効とされた。
- 3のコロニー落としは原作基準なのではあるが、本ゲームではジオン軍が「星の屑作戦」を行う。このイベントのせいで、これまでどんなに連邦が有利でも、コロニー落としが成功するとジオンが逆転勝ちしてしまう。

となる為、どのサーバーもほとんどジオンの勝利だった。

### 「バンダイ確率」
上述のように命中判定は算出された命中確率に従って行われるが、1回の戦闘の中で味方の90パーセント台の攻撃が連続で失敗したり、逆に敵の10パーセント台の攻撃が連続で命中することさえもある。これを不満に思ったユーザーたちは「表示される命中確率は本当に正しいのか？」といった理由で、「バンダイ確率」などと呼ぶようになった。
一方、開発者側は「何度も命中に関してのテストを行い、表示される命中確率が間違っていないことを確認している。攻撃に成功した時より、失敗した時のほうが印象に残りやすいからでは？」と述べている。
以上については水口幸広のルポ漫画『カオスだもんね!』11巻86ページにて詳細に確認できる。
ツァイガルニク効果も参照のこと。

## 主要登場モビルスーツ・兵器

### 地球連邦軍

#### 戦艦など
- サラミス
- ミデア
- マゼラン
- ペガサス
- グレイファントム
- アルビオン
- ビッグ・トレー
- コロンブス

#### 兵器
- セイバーフィッシュ
- トリアーエズ
- コア・ファイター
- コア・ブースター
- Gファイター
- 61式戦車
- フライ・マンタ
- デッシュ（ゲーム内での表記はディッシュ）

#### モビルスーツ
ジム系統
- ジム
- 陸戦型ジム
- ジムコマンド地上用、ジムコマンド宇宙用、ジム寒冷地仕様
- ジムキャノン、ジムキャノンII
- ジム・ライトアーマー
- ジム・カスタム
- ジムスナイパー・カスタム、ジム・スナイパーII
- ジム改
- パワード・ジム
- 装甲強化型ジム地上用
- ジム・クゥエル
- ジムII
- その他各種ジムシリーズ

ガンダム系統
- ガンダム
- 陸戦型ガンダム
- ガンダム・ピクシー
- G-3ガンダム
- ブルーディスティニー1号機、2号機、3号機
- ガンダムNT-1
- FAガンダム
- ヘビーガンダム
- GP01（ゼフィランサス）
- GP01-Fb（ゼフィランサスフルバーニアン）
- GP02（サイサリス）
- GP03S（ステイメン）
- GP03D（デンドロビウム）
- ガンダム4号機
- ガンダム5号機
- ガンダムMk-II

その他
- ボール
- ガンタンク、量産型ガンタンク
- ガンキャノン、ガンキャノン重装型、ガンキャノン量産型、ガンキャノンII
- バストライナー
- ネモ

### ジオン公国軍

#### 戦艦など
- ムサイ
- ファット・アンクル
- ギャロップ
- チベ
- ガウ
- ザンジバル
- グワジン
- ダブデ
- グワンザン
- パプア

#### 兵器
- ルッグン
- マゼラアタック
- ドップ
- ガトル

#### モビルスーツ
ザク系統
- ザクI
- ザクII、ザクII後期生産型、ザクIIFZ、
- 陸戦型ザクII
- ザクキャノン
- ザクタンク
- ザク・マリンタイプ
- 高機動型ザクII、高機動型ザクII改良型、高機動型ザクII後期型
- ザクII スキウレ
- アクト・ザク
- ザクIIZ、ザクMSN-01
- その他各種ザクシリーズ

水陸両用系統
- アッガイ
- ジュアッグ
- ゴッグ、ハイゴッグ
- ズゴック、スゴッグE
- ゾック

その他
- グフ、プロトタイプグフ、グフ・カスタム、グフ・フライトタイプ
- イフリート、イフリート改
- ドム、プロトタイプドム、ドムトローペン、ドワッジ
- リック・ドム、リック・ドムII
- ギャン、ギャン初期生産型、ギャン量産型高機動型ギャン、ギャンキャノン、ギャンM、ギャンK
- ゲルググ、ゲルググ初期生産型、高機動型ゲルググ、ゲルググ・キャノン、ゲルググM、ゲルググJG
- ジオング、パーフェクト・ジオング
- ドラッツェ
- ペズン・ドワッジ
- ガッシャ
- ギガン
- ザメル
- ケンプファー
- ギャンEXAM搭載型、ゲルググEXAM搭載型
- ガルバルディα、β
- ガーベラ・テトラ

#### モビルアーマー
- ザクレロ
- ビグロ
- ブラウ・ブロ
- エルメス
- ヴァル・ヴァロ
- アプサラス
- ビグ・ザム
- ノイエ・ジール

その他に基地の砲台や、以上のユニットの派生・指揮官用・原作キャラ専用型などの、様々なバリエーションタイプも多数登場する。

## 用語
略称
- しばしばユーザーたちが、ユニットを指して用いる略称には、単純に名前を縮めたもの（例えば「陸戦型ガンダム」を「陸ガン」、「ザクII指揮官用」を「指揮ザク」など)や、日本語訳（?)したもの（「セイバーフィッシュ」を「魚」、「トリアーエズ」を「鳥」など）や形状からの名称（「ザクMSN-01」を「蛸ザク」）が存在する。また任務でも、例えばアプサラスに関する任務なら「アプ任」、コロニー落としに関する任務なら「コロ任」などと呼ばれたりする。

巣
- 連邦・ジオンのユーザーの存在比率が著しく偏った地点のこと。ほぼ、どちらかの軍のユーザーしか存在しないため、野戦で対PC戦の起こる確率が非常に低くなる。「巣に篭る」ことにより、自分より強い敵ユーザーとの遭遇戦を避け、堅実に勝利を重ねていくことができるなどの利点がある。これとは逆に、VPを獲得する為に意図的に敵軍の巣に乗り込んで「狩り」を行う猛者もいる。

誤爆
- このゲームでは目的・相手別にチャットでコミュニケーションをとることができるが、その時に意図した相手や場所以外に発言する事を指す。また、この「誤爆」を行ったプレーヤーに対する励ましの言葉で「(￣つ￣)ノｺﾞﾊﾞｯﾁｺﾞｰ」なるものも存在する。

イグ（イグノア）
- アンフォーマルな言動をするプレーヤーを自分に関わりにくくする機能・行為。しかし、必要以上にこの機能・行為を多用すると、任務参加や機体の売買の機会を狭める事になる。